# Trismegistia gracilicaulis
Trismegistia gracilicaulis är en bladmossart som beskrevs av Hugh Neville Dixon och Theodor Carl Karl Julius Herzog 1935. Trismegistia gracilicaulis ingår i släktet Trismegistia och familjen Sematophyllaceae. Inga underarter finns listade i Catalogue of Life.